# Bo Reicke
Bo Ivar Reicke (* 31. Juli 1914 in Stockholm; † 17. Mai 1987 in Basel) war ein schwedischer evangelisch-lutherischer Theologe und Neutestamentler.

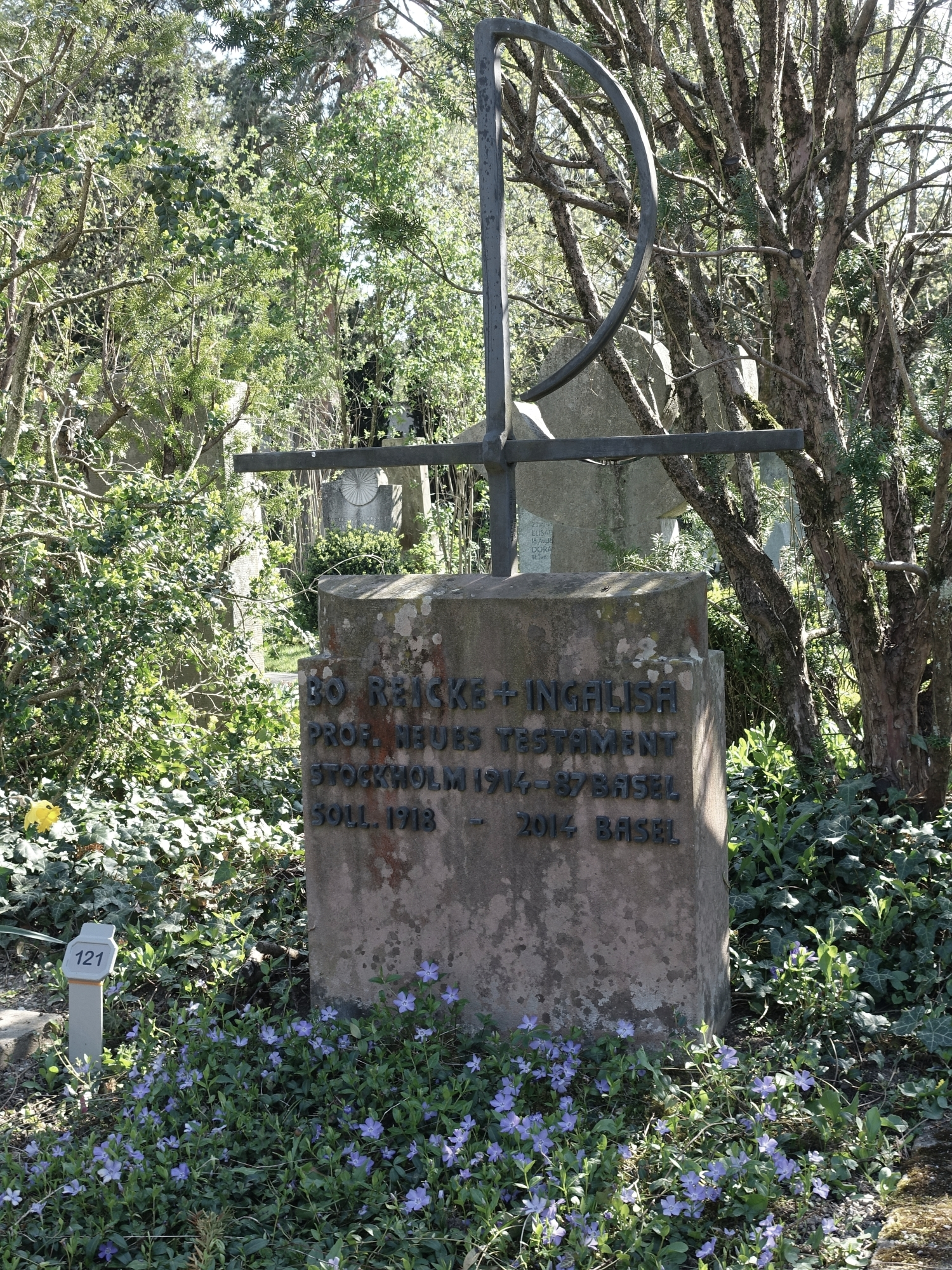
Grab auf dem Friedhof Wolfgottesacker, Basel

## Leben
Er absolvierte die Universität Uppsala 1938 als Filosofie kandidat und 1941 als Teologie kandidat. In diesem Jahr wurde er auch in der Evangelisch-Lutherischen Kirche von Schweden ordiniert. Er promovierte 1946 in Theologie und wurde außerordentlicher Professor in Uppsala. Von 1953 bis 1984 war er Professor für Neues Testament an der Universität Basel. Seine letzte Ruhestätte fand er auf dem Friedhof Wolfgottesacker in Basel.

## Schriften (Auswahl)
- mit Martin Dibelius: Vier Worte des Römerbriefs. Uppsala 1944.
- The Disobedient Spirits and Christian Baptism. A study of 1 Petr III, 19 and its context. Kopenhagen 1946, OCLC 246356776.
- The Jewish "Damascus documents" and the New Testament. Uppsala 1946.
- Diakonie. Festfreude und Zelos in Verbindung mit der altchristlichen Agapenfeier. Wiesbaden 1951.
- Glaube und Leben der Urgemeinde. Bemerkungen zu Apg. 1-7. Zürich 1957.
- mit Leonhard Rost (Hg.): Biblisch-historisches Handwörterbuch, 4 Bde. Göttingen 1962–1979.
- Die zehn Worte in Geschichte und Gegenwart. Zählung und Bedeutung der Gebote in den verschiedenen Konfessionen. Tübingen 1973, ISBN 3-16-134311-5.
- The Epistles of James, Peter, and Jude. Introduction, translation, and notes (Anchor Bible 37). Garden City 1981, ISBN 0-385-01374-4.
- Neutestamentliche Zeitgeschichte. Die biblische Welt von 500 v. Chr. bis 100 n. Chr. Berlin 1982, ISBN 3-11-008662-X.
- The Roots of the Synoptic Gospels. Philadelphia 1986.
- Re-examining Paul's Letters. The History of the Pauline Correspondence, ed. by David P. Moessner/Ingalissa Reicke. Harrisburg 2001.